# Epichoristodes niphosema
Epichoristodes niphosema es una especie de polilla del género Epichoristodes, tribu Archipini, familia Tortricidae. Fue descrita científicamente por Meyrick en 1917.

## Distribución
La especie se distribuye por Sudáfrica.